# Rachel Mercik
Rachel Lynne Mercik (* 16. Dezember 1991) ist eine US-amerikanische Fußballspielerin.

## Karriere

### Verein
Während ihres Studiums an der University of California, Berkeley spielte Mercik von 2010 bis 2013 bei der dortigen Universitätsmannschaft der California Golden Bears und lief parallel dazu im Jahr 2013 für die W-League-Franchise der Seattle Sounders Women auf. Zur Saison 2014 wechselte sie zunächst zum Ligakonkurrenten Bay Area Breeze und von dort Anfang September weiter zum Bundesligisten 1. FFC Turbine Potsdam. Dort feierte sie am 7. September 2014 (2. Spieltag) beim Auswärtsspiel gegen die SGS Essen mit der Einwechslung für Asano Nagasato ihr Bundesligadebüt. Zur Saison 2016 schloss sich Mercik dem schwedischen Erstligisten Vittsjö GIK an.

### Nationalmannschaft
Mercik befand sich ab 2007 im (erweiterten) Kader der US-amerikanischen U-17- und U-20-Nationalmannschaften.